# Адрано
Адра̀но (на италиански: Adrano, на сицилиански Adranu, Адрану) е град и община в Южна Италия, провинция Катания, автономен регион и остров Сицилия. Разположен е на 560 m надморска височина. Населението на общината е 35 288 души (към 2013 г.).
В общинската територия се намира част от вулкана Етна. Главният център на общината се намира в подножието на планината.